# Manuel Congo
Manuel Congo (Congo,  — Vassouras, 6 de setembro de 1839) foi o líder da maior rebelião de escravos do Vale do Paraíba, no Brasil. A revolta ocorreu em Paty do Alferes, no Rio de Janeiro. Manuel foi capturado e morreu enforcado.

## Precedentes

### A Região de Vassouras em 1838
Em 1838, o centro da economia nacional passava a ser a região sul fluminense, na qual ocorria um intenso desmatamento de terras e introdução do cultivo do café. Cerca de 70% do café exportado pelo Brasil naquela data era colhido nas terras da Vila de Vassouras que incluíam este atual município, mais os de Mendes, Paty do Alferes, Miguel Pereira e parte de Paracambi. As plantações de café também se expandiam pelos municípios vizinhos de Valença e Paraíba do Sul e já eram o principal sustentáculo econômico do Império do Brasil. Paty do Alferes era a mais rica das freguesias de Vassouras e o local original de colonização da região, já que era o caminho mais antigo entre o porto do Rio de Janeiro e as Minas Gerais.
O intenso crescimento econômico da região causava uma grande necessidade de mão de obra escrava que era comprada em outros Estados ou importada da África. Esta foi a época em que o Brasil mais importou escravos da África. 
A população da então vila de Vassouras crescia rapidamente com a expansão da lavoura do café, mas a população de escravos era bem superior a de pessoas livres, brancas ou não. Em 1840, Vassouras tinha 20 589 habitantes, dos quais 6 225 livres e 14 333 escravos. Por volta de 1850, a população atingiu 35 000 pessoas (a mesma população do município atual, embora numa área bem menor). 
A maior parte dos escravos era constituída por homens jovens nascidos na África. Segundo dados de 1837-1840, cerca de 75% dos escravos da região eram africanos, 68% tinha idade na faixa entre 15 e 40 anos, 73,7% eram homens. Os escravos homens e jovens eram os preferidos pois a maior parte do trabalho consistia em derrubar matas, plantar e capinar, o que requeria grande vigor físico. Entretanto, os escravos africanos eram temidos pela rebeldia ou pouco apreciados por não conheceram ainda a língua, os costumes e a religião da terra.
A Revolta dos Malês ocorrida na Bahia em 1835 espalhou o medo de novas revoltas por todo o Império. Denúncias e boatos de revoltas eram comuns em todo lugar onde havia muitos escravos. Os "pretos minas", nascidos na costa ocidental da África, eram especialmente temidos por seu envolvimento na Revolta dos Malês.

### Manuel Congo
Contava-se que Manuel Congo era um homem forte e habilidoso, de pouca fala e sorriso escasso. Como era comum entre os escravizados nascidos na África, seu nome era composto por um prenome português associado ao nome de sua "nação" ou região de origem. 
Pertencia ao capitão-mor de ordenanças Manuel Francisco Xavier, dono de centenas de escravizados e das fazendas Freguesia e Maravilha em Paty do Alferes.
Era ferreiro, ofício que requer treinamento e habilidade, o que certamente lhe dava status superior entre os outros escravos e maior valor econômico perante os senhores. A sociedade da época tinha grande carência de ferreiros e marceneiros, tanto que, em 1832, foi criada em Vassouras a "Sociedade Promotora da Civilização e da Indústria" que, entre outras coisas, treinava os escravos considerados mais hábeis e inteligentes no ofício de ferreiro. Coincidentemente, na cultura dos quimbundos, grupo étnico angolano que contribuiu com muitos escravos para a região, o ofício de ferreiro era uma ocupação exclusiva de reis e nobres.

### Mariana Crioula
Mariana Crioula era uma escravizada, como indica o nome, nascida no Brasil, com cerca de 30 anos na época. Era costureira e mucama (escrava de companhia) de Francisca Elisa Xavier, esposa do capitão-mor Manuel Francisco Xavier. Foi descrita como sendo a "preta de estimação", assim como uma das escravizadas mais dóceis e confiáveis da sua patroa. 
Apesar de ser casada com o escravizado José, que trabalhava na lavoura, vivia e dormia na casa-grande, sinal de que tinha privilégios concedidos pelos senhores. Na época, os homens eram cerca de 90% dos escravizados traficados da África e cerca de 75% dos escravizados que trabalhavam nas fazendas de café, portanto um casal de escravizados era raro.
Participou da maior rebelião de escravos sendo nomeada "rainha" junto ao Manuel Congo. Em 1839, foi capturada, mas foi absolvida, assim como todas as demais escravas da fazenda.

### Manuel Francisco Xavier e esposa

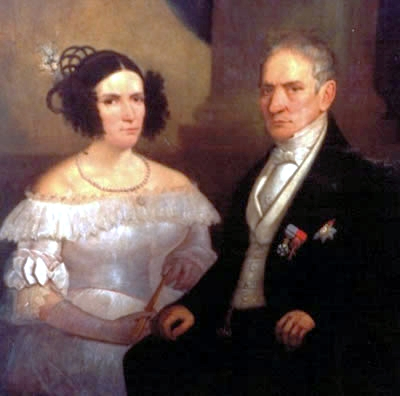
Manuel Francisco Xavier e sua esposa, Francisca Elisa Xavier, futura baronesa da Soledade

O capitão-mor Manuel Francisco Xavier era um rico proprietário que possuía três fazendas em Paty do Alferes: Freguesia (atual Aldeia de Arcozelo), Maravilha e Santa Tereza, além do sítio da Cachoeira. Manuel Francisco Xavier era casado com Francisca Elisa Xavier, futuramente agraciada com o título de baronesa da Soledade, a primeira do nome.

O coronel Francisco Peixoto de Lacerda Vernek, que comandou a repressão da revolta, escreveu, na época da perseguição e julgamento, vários memorandos ao presidente da província do Rio de Janeiro. Em um deles, explica as causas da revolta em curso escrevendo:
"há muito tempo que se receava o que hoje acontece, por fatos que se têm observado entre esta escravatura" (…) "homens brancos, feitores e capatazes, foram espancados e até assassinados pelos escravos" (…) "escravos foram castigados até morrer" (…) [ocorrem] "iniquidades, falta de ordem e falta de pulso."
Segundo o coronel Lacerda Vernek, o capitão-mor não sabia tratar seus escravos, sendo às vezes muito leniente, outras extremamente severo.
O inventário dos bens de Manuel Francisco Xavier, feito em 1840, dois anos depois da revolta de Manuel Congo, relacionava 449 escravos dos quais 85% eram homens e 80% eram africanos.

## Rebelião e fuga
Em 5 de novembro de 1838, o capataz da fazenda Freguesia matou o escravo africano Camilo Sapateiro a tiros quando este ia sem autorização para a fazenda Maravilha. Os escravos tentaram linchar o capataz, mas foram contidos. Nenhuma punição foi dada ao assassino e o clima de revolta se estabeleceu nas senzalas das duas fazendas do capitão-mor Manuel Francisco Xavier.
Por volta da meia-noite, as portas das senzalas da fazenda Freguesia foram arrombadas e um grupo de cerca de 80 negros cruzou correndo o pátio, chamou as escravas domésticas que dormiam no sobrado, arrombou os depósitos e se armou com facões e uma velha garrucha.
Os revoltosos fugiram e se esconderam nas matas da fazenda Santa Catarina, propriedade do capitão Carlos de Miranda Jordão. Na noite seguinte, os revoltosos saíram da mata fora até a fazenda da Maravilha que também pertencia a Manuel Francisco Xavier. Ameaçaram matar o capataz, mas este fugiu para o telhado da casa; espancaram um escravo que não quis participar da revolta; colocaram uma escada na janela da cozinha para que as escravas domésticas que lá dormiam pudessem fugir; abriram as senzalas e chamaram os outros escravos para juntarem-se a eles; arrombaram os depósitos de mantimentos; pegaram os porcos capados que ainda estavam na engorda; e finalmente fugiram com todas ferramentas e mantimentos que puderam carregar. No caminho, o grupo ainda passou pela fazenda Pau Grande, pertencente a Paulo Gomes Ribeiro de Avelar, que ficava perto, onde libertou mais escravos das senzalas. Neste momento, os fugitivos já eram mais de cem, a maior parte armada com facões e outras armas cortantes.
Sabendo dos eventos, vários escravos também fugiram das fazendas São Luís da Boa Vista, Cachoeira, Santa Teresa, Monte Alegre, além de outras não registradas nos documentos históricos. Em torno de 300 a 400 escravos seguiram pelas matas então cerradas da Serra da Estrela, a caminho da Serra da Taquara. Algum planejamento prévio pode ter ocorrido, pois foi rápida a adesão de escravos das outras fazendas e houve pontos de encontros nas matas para os vários grupos.
Manuel Congo foi certamente o principal líder da revolta, e neste momento deve ter se "juntado" com Marianna Crioula, tanto que os dois foram posteriormente delatados como o "rei" e "rainha" do grupo de sublevados. Um escravo tinha a função de "vice-rei"; supõe-se que fosse Epifânio Moçambique, africano da nação Munhambane, escravo da fazenda Pau Grande, mas pode ter sido algum outro que foi morto em combate.
Vários grupos de fugitivos caminhavam pela mata e, no final de cada tarde, montavam um rancho para pernoite. Não é claro que os negros fugidos pretendiam formar um quilombo. Talvez pensassem em voltar, pois a sobrevivência nas matas requer conhecimentos especiais e, como os fatos mostrariam, era forte o poder de retaliação da sociedade escravocrata. Considerando que não houve qualquer violência de centenas de escravos armados com facões contra pessoas brancas, nem que qualquer dano ou prejuízo foi causado a outras propriedades exceto às do capitão-mor Manuel Francisco Xavier, pode-se até supor a fuga poderia ser parte de uma negociação futura por melhores condições de trabalho, algo que não era incomum na época. O que certamente surpreendeu e amedrontou as classes dominantes foi o fato de ter havido uma fuga em massa.

## Luta e captura
O capitão-mor Manuel Francisco Xavier, proprietário das fazendas saqueadas e da maioria dos escravos fugitivos, pediu ajuda ao juiz de paz da freguesia de Nossa Senhora da Conceição do Paty do Alferes, tenente-coronel José Pinheiro de Souza Vernek, porém demonstrando que o fazia com má-vontade. É compreensível pois ele não queria perder escravos em combates; melhor seria se eles voltassem ao trabalho sem ferimentos e do modo mais pacífico possível. Além disto, tinha tido um longo conflito político com o sargento-mor, depois padre, Inácio de Sousa Vernek, avô do juiz de paz José Pinheiro de Souza Vernek e do coronel-chefe da 13ª Legião da Guarda Nacional, Francisco Peixoto de Lacerda Vernek.

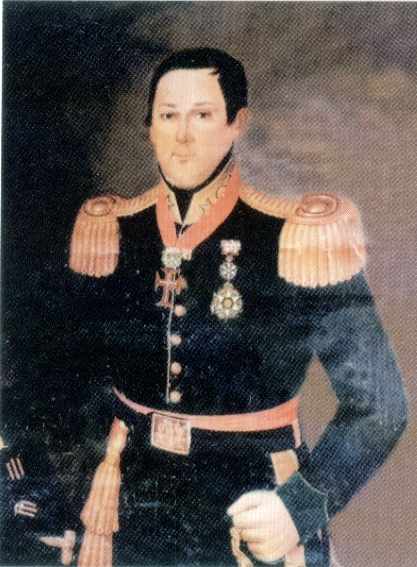
Coronel Lacerda Vernek, segundo barão de Pati do Alferes, com uniforme de comandante da Guarda Nacional

Alarmado com a quantidade de fugitivos, o juiz de paz José Pinheiro imediatamente enviou mensagem ao seu primo, o coronel-chefe da 13ª Legião da Guarda Nacional, Francisco Peixoto de Lacerda Vernek, futuro barão de Pati do Alferes, pedindo-lhe providências, em prol "da ordem e do sossego público". A 13ª Legião da Guarda Nacional era sediada em Valença e também mantinha a ordem pública nas vilas de Vassouras e Paraíba do Sul.

As notícias de fuga em massa de escravos geraram pânico entre os fazendeiros da região. Apenas 48 horas após o último incidente, o coronel Lacerda Vernek já havia reunido 160 homens da Guarda Nacional bem armados e prontos para a luta. Ao mesmo tempo, enviou um memorando ao presidente da província do Rio de Janeiro informando-o dos fatos e solicitando auxílio. No mesmo documento, o falastrão coronel Lacerda Vernek enfatizou a motivação das suas tropas escrevendo: 
"... nesta ocasião dirigi a meus camaradas um discurso, cuja leitura enérgica produziu um efeito admirável, fazendo ressoar por alguns momentos entusiasmados vivas."
A tropa liderada pelo coronel Lacerda Vernek, acompanhado pelo juiz de paz José Pinheiro, reuniu-se na fazenda Maravilha no dia 10 de novembro. No dia seguinte, partiram em perseguição aos escravos revoltosos. A localização das rotas de fuga foi fácil e o avanço foi rápido, pois os fugitivos caminhavam tendo que abrir picadas na densa mata que então existia na região. 

Como contou o coronel Lacerda Vernek em um dos seus memorandos, no dia 11 de novembro, às 5 horas da tarde, depois de algumas léguas e horas de busca, "sentimos golpes de machado e falar gente". Haviam descoberto o grupo principal de fugitivos que avançava mais lentamente com crianças, velhos e mulheres. Os fugitivos perceberam que tinham sido alcançados e se preparou para a luta. A tropa avançou angulada como uma cunha e exigiu a rendição de todos. Manuel Congo incitou um ataque. O coronel Lacerda Vernek escreveu que os escravos: 
"fizeram uma linha", e pegaram as armas, "umas de fogo, outras cortantes", e gritaram: "Atira caboclo, atira diabos". "Este insulto foi seguido de uma descarga que matou dois dos nossos e feriu outros dois. Quão caro lhes custou! Vinte e tantos rolaram pelo morro abaixo à nossa primeira descarga, uns mortos e outros gravemente feridos, então se tornou geral o tiroteio, deram cobardemente costas, largando parte das armas; foram perseguidos e espingardeados em retirada e em completa debandada."(…)"Notei que nem um só fez alto quando se mandava parar, sendo preciso espingardeá-los, pelas pernas. Uma crioula de estimação de Dona Francisca Xavier não se entregou senão a cacete, e gritava: morrer sim, entregar não!!!"
Finalmente, os sobreviventes foram cercados e obrigados a se render. Neste único combate foram presos o "rei' Manuel Congo e a "rainha" Mariana Crioula. Os mantimentos e as armas tinham sido abandonados na pressa da fuga pela vida. Outros fugitivos foram capturados nos dias seguintes sem haver combates ou mortes. 
Não se conseguiu capturar um grupo de fugitivos comandado por um certo João Angola, que escapou do combate por não ter comparecido ao ponto de encontro com o grupo de Manuel Congo. No dia anterior ao combate final, o grupo de João Angola foi visto tentando assaltar uma fábrica de pólvora da região, mas fugiu em direção à Serra do Couto, próxima à Serra da Estrela.
Vários grupos vagaram pela floresta durante dias até que a fome os obrigou a voltar. Os escravos fugitivos saiam das matas e procuravam uma fazenda próxima a de sua fazenda de origem, cujo proprietário fosse conhecido por tratar bem os escravos. Então pediam a ele que os "apadrinhasse", isto é, que os escoltasse de volta à fazenda de origem, protegendo-os de grupos armados que poderiam encontrar pelo caminho e que solicitasse ao senhores de quem fugiram que os perdoasse pela fuga.
Posteriormente, no dia 14 de novembro, chegou uma tropa de 50 homens do Exército, a Polícia de Niterói, enviada pela presidência da província do Rio de Janeiro. O comando era do tenente-coronel Luís Alves de Lima, futuro duque de Caxias.

## Julgamento e execução

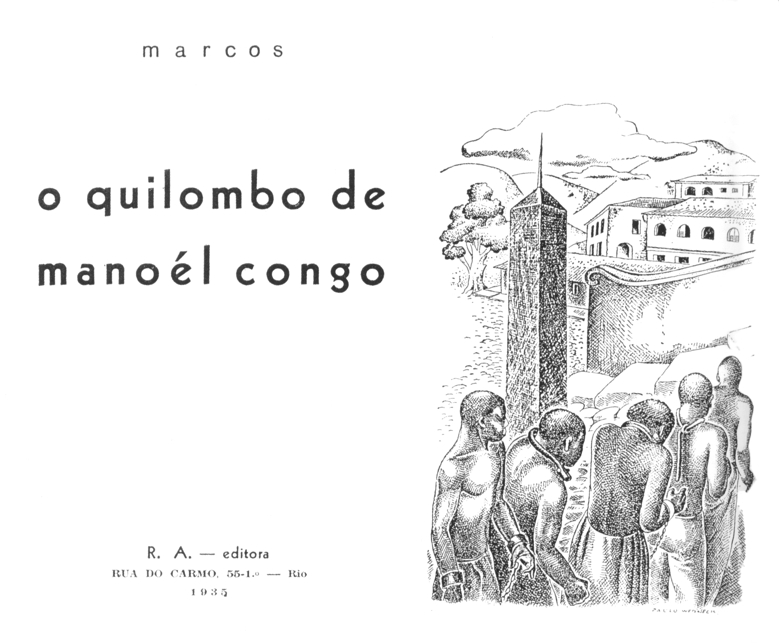
Capa do livro sobre a revolta de escravos liderada por Manuel Congo escrito por Carlos Lacerda usando o pseudônimo Marcos (ano 1935).

Apesar de ter havido mais de 300 fugitivos, apenas dezesseis foram levados a julgamento: Manuel Congo, Pedro Dias, Vicente Moçambique, Antônio Magro, Justino Benguela, Belarmino, Miguel Crioulo, Canuto Moçambique, Afonso Angola, Adão Benguela, Marianna Crioula, Rita Crioula, Lourença Crioula, Joanna Mofumbe, Josefa Angola e Emília Conga. Todos eles eram escravos do capitão-mor Manuel Francisco Xavier, que assim foi indiretamente punido pelos outros fazendeiros por não ter controlado seus escravos e, consequentemente, ter balançado o frágil equilíbrio social da próspera região. Os escravos pertencentes a outros fazendeiros não foram julgados, inclusive aqueles que tiveram participação importante nos eventos. Por exemplo, o escravo  Epifânio Moçambique, que pertencia ao dono da  fazenda Pau Grande, foi citado por várias testemunhas como um dos líderes ao lado de Manuel Congo e talvez tenha sido o "vice-rei" da rebelião, porém foi apenas interrogado no processo penal.
Os réus foram conduzidos em ferros para serem julgados em Vassouras, a então vila a que estava subordinada a então freguesia de Paty do Alferes. O povo reuniu-se para assistir à sua chegada. Uma das escravas aprisionadas, talvez Marianna Crioula, gritou que preferia morrer a voltar ao cativeiro, o que causou tumulto na multidão, que tentou linchá-la.
Dos dezesseis réus, nove eram homens e sete mulheres, onze eram africanos e cinco eram crioulos, dez eram trabalhadores especializados ou domésticos e apenas dois eram trabalhadores da roça sem especialização. Os trabalhadores especializados eram ferreiros, como Manuel Congo, carpinteiros ou caldeireiros; todas as mulheres eram trabalhadoras domésticas especializadas como lavadeiras, costureiras ou enfermeiras. 
Os trabalhadores especializados e doméstico tinham mais prestígio entre os demais escravos e perante os senhores, portanto assumiam mais facilmente as posições de liderança. Além disto, tinham maior facilidade de movimentação entre as fazendas, o que facilitava o contato com parceiros e a organização de fugas. Isto posto, é possível que tenham planejado a insurreição e fuga, embora este plano possa ter existido apenas na imaginação de senhores de escravos amedrontados com a recente Revolta dos Malês na Bahia.
Da manhã de 22 de janeiro de 1839 até o dia 31 do mesmo mês, o tribunal se reuniu na Praça da Concórdia, diante da Igreja Matriz da Vila de Vassouras. O julgamento foi presidido pelo juiz interino Inácio Pinheiro de Souza Verneck, irmão do juiz de paz José Pinheiro de Souza Vernek e, portanto, também primo do coronel Lacerda Vernek.
A participação de Mariana Crioula na rebelião causou furor no julgamento, pois ela era:"uma crioula de estimação de dona Francisca Xavier" que, como narrou o coronel Lacerda Vernek, só se entregou "a cacete" depois do combate e ainda gritando: "morrer sim, entregar não!!!". Ao ser interrogada, Marianna Crioula tentou dissimular sua participação nos acontecimentos e alegou que fora induzida à fuga, mas os outros réus a delataram como a "rainha" dos revoltosos.

Ao que tudo indica, durante o julgamento decidiu-se não aumentar muito as perdas do capitão-mor Manuel Francisco Xavier, que já tinha perdido sete escravos mortos no combate. Pelo acordo feito, apenas o líder da rebelião seria condenado pela morte em combate dos dois soldados da Guarda Nacional. Todos os réus indicaram Manuel Congo como líder do levante, sendo ele, portanto, condenado ao enforcamento.
Outros sete réus foram condenados a "650 açoites a cada um, dados a cinquenta por dia, na forma da lei", e a "três anos com gonzo de ferro ao pescoço". Adão Benguela foi o único homem totalmente absolvido, apesar de estar tão implicado quanto os outros. A maior surpresa foi a absolvição de Mariana Crioula e todas as mulheres, certamente a pedido de sua proprietária Francisca Elisa Xavier. Entretanto, Mariana Crioula ainda foi obrigada a assistir à execução pública do seu companheiro Manuel Congo. 
No dia 4 de setembro de 1839, Manuel Congo subiu ao cadafalso no Largo da Forca, em Vassouras, para cumprir sua “pena de morte para sempre”: isto é, foi enforcado e ficou sem sepultamento.

## Consequências
Não há registros exatos de quantos escravos fugiram e quantos retornaram. A maioria dos proprietários alegou que seus escravos retornaram espontaneamente às suas fazendas. Os  fazendeiros tinham pesadas custas processuais quando seus escravos eram arrolados em processos como réus ou rebeldes, portanto, às vezes era melhor mentir e aceitar a perda de um escravo foragido. Portanto, vários fugitivos, como o grupo de João Angola, podem ter alcançado a liberdade e, até mesmo, embora não haja fontes históricas, ter formado o lendário Quilombo de Santa Catarina. Certo é que não houve tempo para se formar o Quilombo de Manuel Congo que frequentemente é citado como verídico. 
Apesar de relativamente inócua, a rebelião de Manuel Congo gerou uma grande insegurança entre os fazendeiros da região de Vassouras, Valença e Paraíba do Sul. O clima de medo permaneceu por décadas durante toda a época de apogeu de cultura do café no vale do Paraíba do Sul.
Algumas tentativas de revoltas ainda ocorreram. Em 1847, foi denunciado que um outro ferreiro, o negro livre Estêvão Pimenta, chefiava uma organização secreta que preparava uma revolta para o dia 24 de junho daquele ano. A organização secreta foi infiltrada por seis soldados; Estevão Pimenta e outros foram presos e, talvez por isto, nenhuma revolta ocorreu. Os registros policiais da época afirmaram que a organização secreta denominada Elbanda (talvez, Embanda, sacerdote ou médico em quimbundo) era formada por núcleos clandestinos dirigidos, obrigatoriamente, por escravos ferreiros (como era Manuel Congo) e marceneiros, chamados de Pais-Korongos ou Tatas-Korongos.
O fim do tráfico de escravos da África, que ocorreu com a Lei Eusébio de Queirós, aumentou o preço dos escravos: em 1835 um escravo jovem e de boa saúde custava 375 mil-réis, uma escrava nas mesmas condições de saúde e idade custava 359 mil-réis; em 1855, um escravo custava 1.075 mil0réis, e uma escrava  857 mil-réis. Isto forçou a melhoria do tratamento dos escravos e nenhuma rebelião importante aconteceu na região até a abolição da escravidão em 1888.

Em 1854, dezesseis anos depois da revolta de Manuel Congo, quatro fazendeiros fundaram em Vassouras uma "comissão permanente" para implantação de políticas que afastassem o perigo de sublevações de escravos. O texto de constituição da comissão dizia que:
"o escravo é o inimigo inconciliável" e "se o receio de uma insurreição geral é talvez ainda remoto, contudo o das insurreições parciais é sempre iminente, com particularidade hoje que as fazendas estão se abastecendo com escravos vindos do Norte, que em todo tempo gozaram de triste celebridade. 
Ou seja, a imposição forte da Lei Eusébio de Queirós tinha eliminado o tráfico de escravos da Africa, mas o perigo ainda existia quando se traziam escravos da Bahia, onde havia ocorrido a Revolta dos Malês.
A "comissão permanente" recomendou aos fazendeiros vários procedimentos de prevenção de revoltas: manter armas prontas para serem usadas; manter uma polícia vigilante; prender os escravos de noite em senzalas fechadas;  impedir a comunicação entre escravos de diferentes fazendas; permitir danças e folguedos, pois "quem se diverte não conspira"; incentivar as práticas do Catolicismo, pois "a religião é um freio e ensina a resignação". Finalmente propunha a introdução de colonos europeus em quantidades calculadas de acordo com a quantidade de escravos existente em cada fazenda, pois o trabalhador branco seria sempre:

"um braço amigo, um companheiro de armas, com cuja lealdade se pode contar na ocasião da luta: os interesses são comuns".

## Locais históricos
A fazenda Freguesia, onde se iniciou a revolta, é, atualmente, o centro cultural Aldeia de Arcozelo, em Paty do Alferes, o maior centro cultural em área da América Latina. 
Atualmente, a Aldeia de Arcozelo é administrada pela Fundação Nacional de Arte, do Ministério da Cultura - estando abandonada em precário estado de conservação, fruto do descaso das autoridades, com visitação suspensa. A antiga capela da casa-grande foi consagrada à memória dos escravos condenados pela rebelião. Na sua frente, estão escritos os nomes de Manuel Congo e dos outros escravos julgados pela revolta, porém os nomes de mais de vinte escravos mortos no combate foram esquecidos pois não foram registrados nos processos penais.
O Largo da Forca, onde foi executado Manuel Congo, é o atual Largo da Pedreira, em Vassouras. Neste local, foi construído, em 1996, o Memorial de Manuel Congo.